# النار الحية (فلم)
النار الحية (بالأوكرانية: Жива ватра) فيلم وثائقي عن الفن الأوكراني من إخراج أوستاب كوستيوك. تدور قصة الفيلم عن حياة رعاة الكاربات الأوكرانيين ومصير الحرف التقليدية في سياق التطور في العالم الحديث.
تم إصدار النسخة المسرحية من الشريط (77 دقيقة) عرض لأول مرة في اوكرانيا في 29 سبتمبر 2016. تم عرض النسخة التلفزيونية من الفيلم لأول مرة على القناة التلفزيونية "UA: First" في 19 نوفمبر 2016 
في عام 2017 ، حاز الفيلم على ترشيحين لجائزة الفيلم الوطني الأوكراني (Golden Dzyga) يحتل المركز 44 في قائمة أفضل 100 فيلم في تاريخ السينما الأوكرانية.